# 이와키 사다타카
이와키 사다타카(일본어: 岩城貞隆, 1583년 ~ 1620년)는 아즈치모모야마 시대부터 에도 시대 전기까지의 다이묘이다. 사타케 요시시게의 삼남이며 다테 마사무네, 이와키 쓰네타카와는 사촌간이다.
1615년 오사카 여름 전투에서 혼다 마사노부를 종군하여 전공을 세워 이듬해 1616년 시나노국 나카무라 1만석을 수여받았다.
|  | 제1대 시나노 나카무라번 번주 (이와키가) 1616년 ~ 1620년 | 후임 이와키 요시타카 |